# Anno internazionale del bambino
L'anno 1979 fu proclamato come l'Anno Internazionale del Bambino dalle Nazioni Unite. La proclamazione, ufficializzata il 1º gennaio 1979 dal Segretario Generale delle Nazioni Unite, Kurt Waldheim, aveva lo scopo di attirare l'attenzione dell'opinione pubblica sui problemi che affliggono i bambini nel mondo, tra i quali la malnutrizione e la carenza di accessi a una istruzione soddisfacente
Le Nazioni Unite e i Paesi membri organizzarono numerose manifestazioni per rimarcare l'evento, un concerto in favore dell'Unicef tenutosi il 9 gennaio nella sala dell'Assemblea Generale delle Nazioni Unite.